# Stangeriaceae
Stangeriaceae är en familj av kärlväxter. Stangeriaceae ingår i ordningen Cycadales, klassen Cycadopsida, fylumet kärlväxter och riket växter. Enligt Catalogue of Life omfattar familjen Stangeriaceae 3 arter. 
Kladogram enligt Catalogue of Life:
| Stangeriaceae | \| \| Bowenia \| \| \| \| \| \| Stangeria \| \| \| \| |
|               | \| \| Bowenia \| \| \| \| \| \| Stangeria \| \| \| \| |
|               | Cycadaceae                                            |
|               |                                                       |
|               | Zamiaceae                                             |
|               |                                                       |
|               | Bowenia                                               |
|               |                                                       |
|               | Stangeria                                             |
|               |                                                       |

|  | Bowenia   |
|  |           |
|  | Stangeria |
|  |           |